# Doddathekalavatti, Hosadurga
Doddathekalavatti là một làng thuộc tehsil Hosadurga, huyện Chitradurga, bang Karnataka, Ấn Độ.